# Космос-359
«Ко́смос-359» — автоматична науково-дослідницька космічна станція, призначена для дослідження планети Венера.

Планувався одночасний політ двох аналогічних за конструкцією АМС до Венери. Запуск другої станції був здійснений через п'ять діб після «Венери-7» — 22 серпня 1970 року о 8 годині 6 хвилин 8 секунд (московський час). Перші три ступені ракети-носії відпрацювали в штатному режимі, і АМС була виведена на навколоземну орбіту. Однак при спробі перевести станцію на орбіту польоту до планети Венера стався вибух у двигуні розгінного блоку. АМС не вийшла на міжпланетну орбіту й залишилася на навколоземній орбіті. У той час в Радянському Союзі було не прийнято повідомляти про невдалі космічні запуски. Тому станцію, що залишилася на навколоземній орбіті, назвали «Космос-359».